# Caso Calama
El Caso Calama fue un caso judicial chileno, relativo al robo de 45 millones de pesos de la sucursal del Banco del Estado de Chile en el asentamiento minero de Chuquicamata y el asesinato de los funcionarios bancarios Guillermo Martínez y Sergio Yáñez el 9 de marzo de 1981.
Los autores materiales del crimen fueron Gabriel Hernández Anderson —jefe de la Central Nacional de Informaciones (CNI) en Calama— y su adjunto Eduardo Villanueva Márquez, con la complicidad del también agente de la CNI  Francisco Díaz Meza, mientras que el autor intelectual fue el jefe de la CNI en Arica, el mayor del Ejército de Chile Juan Delmas Ramírez.
Luego de algunos meses de pistas falsas, la verdad del crimen fue descubierta y los tres autores materiales fueron detenidos en junio de 1981. Hernández y Villanueva fueron condenados a muerte y ejecutados por fusilamiento el 22 de octubre de 1982. Por su parte, Díaz fue condenado a cadena perpetua. Delmas fue encontrado muerto en extrañas circunstancias antes del inicio del juicio, oficialmente por un suicidio.
El objetivo del crimen era recaudar financiamiento para las operaciones de la CNI.

## Crimen
En diciembre de 1980, la sucursal del Banco del Estado en Chuquicamata había sido asaltada por un solitario ladrón antes del horario de apertura. Los encargados de investigar el crimen fueron el jefe local de la Central Nacional de Informaciones (CNI), Gabriel Hernández Anderson, y su lugarteniente Eduardo Villanueva Márquez.
Con el objetivo de supuestamente detectar fallas en la seguridad del banco, Hernández y Villanueva propusieron al agente del mismo, Luis Guillermo Martínez Ayala, y a su cajero, Sergio Yáñez Araya, la realización de un simulacro de asalto. No obstante, la intención de los dos agentes de la CNI era realmente perpetrar un robo.
El 9 de marzo de 1981, Hernández y Villanueva se presentaron en la sede bancaria para dar inicio al supuesto simulacro. Con la ayuda de Martínez y Yáñez, sacaron todo el dinero del cofre de seguridad para colocarlo en varias cajas de manzanas. La suma ascendía a 45 millones de pesos.  Luego cargaron las cajas en una camioneta y se dirigieron a las afueras de la ciudad. El vehículo era manejado por Francisco Díaz Meza, otro agente de la CNI.
En el sector de Chiu Chiu, los agentes de la CNI obligaron a los trabajadores bancarios a bajar del vehículo y recostarse boca abajo. Villanueva procedió a pegarles un par de tiros en las nucas. Luego los agentes procedieron a colocar los cuerpos en una cama de 12 kilos de dinamita previamente armada para luego detonarla y así hacer desaparecer los cadáveres.
Los asesinos regresaron a Calama para repartirse el botín robado.

## Investigación y esclarecimiento
Tras la desaparición de los dos funcionarios bancarios y del dinero, la prensa especuló que ellos habían sido responsables del robo y que habían huido del país, e incluso algunos medios especularon que Martínez y Yáñez podrían pertenecer a una organización terrorista que buscaba financiamiento para adquirir armas y combatir a la dictadura militar de Augusto Pinochet. Paralelamente, los verdaderos perpetradores del crimen se dedicaron a gastar compulsivamente el dinero robado.
No obstante, la verdad sobre el crimen salió a la luz cuando el 9 de junio de 1981 Francisco Díaz Meza fue detenido por un delito menor sin relación con los acontecimientos. Durante su detención le encontraron una cantidad de dinero poco usual, lo que hizo entrar en sospechas a funcionarios de la policía quienes tras identificar algunos de los billetes que llevaba, lograron que Díaz confesara todo. Ante la gravedad de los hechos el propio Augusto Pinochet dio la orden de detener a Hernández y Villanueva, lo cual tuvo lugar el 12 de junio. Ese mismo día fueron encontrados los restos de Martínez y Yáñez.
El 15 de junio, el mayor del Ejército de Chile y jefe de la CNI en Arica, Juan Alberto Delmas Ramírez, apareció muerto en su auto en medio del desierto, con un tiro en la cabeza. Delmas ya era buscado en ese momento por la Policía de Investigaciones y fue señalado por la prensa como el autor intelectual del asalto al banco. Se determinó que la causa de muerte de Delmas fue un suicidio, aunque desde el principio existieron dudas al respecto.

## Proceso judicial
En los primeros interrogatorios, Villanueva relató el desarrollo del crimen y culpó directamente a Juan Delmas, indicando que Delmas era el autor intelectual y quien había autorizado la operación, y que el objetivo de la misma era obtener financiamiento para que la CNI realizara algunas acciones en el extranjero. Hernández Anderson ratificó la declaración de Villanueva. La tesis del autofinanciamiento ya había sido teorizada previamente por la oposición a la dictadura.
Durante el proceso, Hernández aceptó los cargos que se le imputaban pero argumentó que solo había cumplido órdenes.
Luego de ser hallados culpables, Gabriel Hernández, Eduardo Villanueva y Francisco Díaz fueron condenados en primera instancia a presidio perpetuo el 7 de enero de 1982. Otros dos agentes de la CNI que actuaron como cómplices —Juan Arenas Cortés y el hermano de Villanueva, Saniel Villanueva Márquez— fueron condenados a cinco años de cárcel. El 17 de mayo de 1982, la Corte de Apelaciones reemplazó las cadenas perpetuas anteriormente dictadas contra Hernández, Villanueva y Díaz por pena capital, mientras que las dos condenas restantes se mantuvieron sin cambios. El 30 de septiembre, la Corte Suprema ratificó las sentencias a muerte de Hernández y Villanueva, pero conmutó la de Díaz por presidio perpetuo.
Sectores de la iglesia, organizaciones de derechos humanos e incluso el Papa Juan Pablo II intentaron evitar la ejecución de los condenados a muerte, sin éxito.

## Consecuencias
Luego de que Augusto Pinochet se negara a conceder un indulto a los condenados, Hernández y Villanueva fueron ejecutados por fusilamiento el 22 de octubre de 1982 en la cárcel de Calama. Hernández tenía 30 años de edad, y Villanueva 37.
A pesar de las condenas, las dudas respecto del suicidio de Delmas y la posible participación de otras personas persistieron. El cardenal Raúl Silva Henríquez declaró al respecto: "Hay que hacer justicia plena, y no a medias, castigándose a todos los culpables". El Partido Comunista difundió un manuscrito de circulación clandestina titulado “¡Que se haga justicia total!”.
De los 45 millones robados, solo 20 pudieron ser recuperados. Se cree que el resto del dinero fue escondido por los condenados en pleno desierto.
En 2007, el juez Alejandro Madrid, quien se encontraba investigando el asesinato de Carmelo Soria, siguió la pista del Caso Calama para determinar si la Brigada Mulchén de la DINA había operado con posterioridad a la Ley de Amnistía. En el marco de las investigaciones, Madrid teorizó que Delmas podría haber sido asesinado por la CNI.

## Adaptaciones
- «El paredón del desierto», capítulo de Mea culpa (TVN, 1995).